# Xã Sanilac, Michigan
Xã Sanilac (tiếng Anh: Sanilac Township) là một xã thuộc quận Sanilac, tiểu bang Michigan, Hoa Kỳ. Năm 2010, dân số của xã này là 2.431 người.